# 2013年科罗拉多州罢免选举
2013年科罗拉多州罢免选举是美國科罗拉多州基层市民经过努力成功罢免两位科罗拉多州参议员的选举。被罢免的分别是州参议院议长约翰·摩斯和州参议员安吉拉·吉隆，两人都是民主党人，支持严格的新槍枝管制立法。起初有四位同类立场的参议员被提起罢免，但只有摩斯和吉隆的罢免选举获得了足够的签名支持。
请愿过程中，支持持枪权利和枪支管制的全国性团体都分别通过邮寄和捐款对双方提供支持。呈请书提交给州务卿后，摩斯和吉隆都向法庭提出了对呈请的质疑，但都被法官否决。之后的一项法庭裁决导致选民必须亲自到投票站投票，不能再通过邮件进行；吉隆之后声称许多支持者因此没法投票而使他最终被罢免。最后，摩斯和吉隆都被其所在选区的选民罢免，这也是历史上首次有科罗拉多州议员被罢免。

## 背景

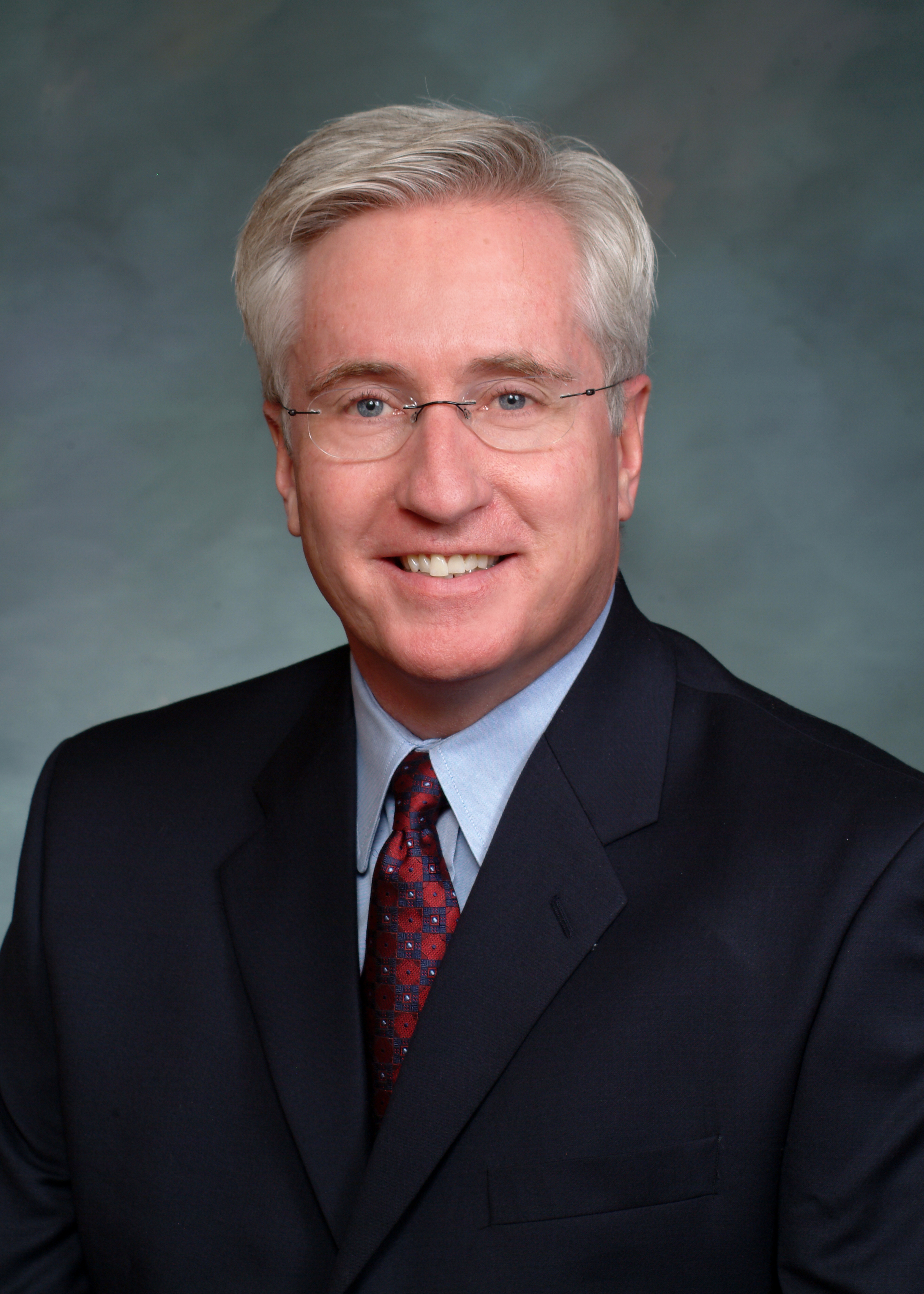
前科罗拉多州参议院议长约翰·摩斯

2013年初，由于2012年奥罗拉枪击事件和康涅狄格州纽敦的桑迪·胡克小学枪击案影响，科罗拉多州议会通过了一系列枪支管制的法律。新的法律中禁止销售装弹量超过15发的弹匣，要对申请购买枪支的人进行普遍的背景调查，并且他们还需要为这一调查支付一定的费用。起初请愿罢免的目标是州参议院议长约翰·摩斯和州众议员麦克·麦克劳克兰（Mike McLachlan），另外州参议员伊维·胡达克和安吉拉·吉隆也受到了罢免请愿，四人全部都是民主党人。
针对摩斯的罢免选举由基本自由防卫基金会（Basic Freedom Defense Fund，简称）和厄爾巴索縣自由防卫委员会牵头，而针对吉隆的罢免选举则由普韋布洛自由和权利组织领导。
罢免请愿收集签名支持的过程中，支持摩斯的团体指控对方获取定罪罪犯的签名，并且收集个人信息，而支持罢免的人们则称摩斯的团体在误导公众。此外，这场罢免选举的支持和反对双方均获得了全国性团体的支持，美国全国步枪协会以邮寄和捐款支持罢免选举，而反对罢免的全国性团体包括美国投票，据信还获得了纽约市长迈克尔·布隆伯格和加利福尼亚州亿万富翁艾利·布罗德的财政支持。

## 请愿的提交和认证

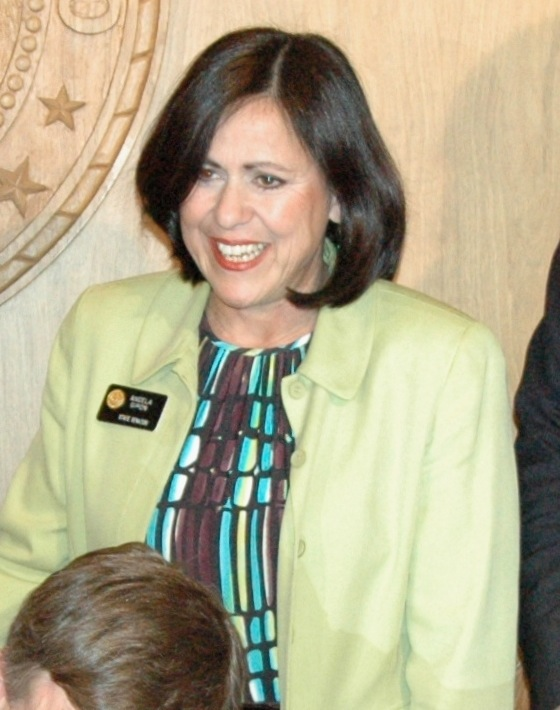
前科罗拉多州参议员安吉拉·吉隆

2013年6月3日，基本自由防卫基金会向科罗拉多州务卿，共和党人斯科特·盖斯勒提交了超过16000个签名请愿罢免摩斯，而只要有7178个签名就可以强制举行罢免选举。同时有超过13000个签名要求罢免吉隆，只要有11285个就可以要求举行罢免选举。罢免麦克劳克兰的请愿只收集到约8500个签名，没有达到所需要的10587个，罢免胡达克的请愿也没有收集到所需要的18962个签名。
一个支持摩斯的团体声称请愿中有50个签名是伪造的，其中一个姓名的主人两年前就去世了。对此基本自由防卫基金会的一位发言人立即发表声明要求展开调查，称任何在选举中舞弊的人应该要“以法律许可的最大限度”受到起诉。要求罢免的团体声称摩斯的志愿者们对那些在请愿上签了名的人进行骚扰，要求他们删除自己的名字。

### 质疑
罢免摩斯的签名提交州务卿并认证后，摩斯立即向请愿提出了质疑。摩斯的律师马克·格鲁斯金（Mark Grueskin）称请愿书都是有效的，但所有的签名均无效。针对吉隆的罢免请愿也获得了认证。两位参议员都声称这些请愿是无效的，因为其中没有使用州宪法中规定的明确用辞。州务卿主持了对两位参议员所提质疑的听证会，最终否决了这一质疑。
2013年7月9日，摩斯向丹佛地区法院发起诉讼，要求法院以禁制令阻止罢免选举，与此同时州务卿盖斯勒也发起诉状，要求民主党州长約翰·希肯盧珀定下举行罢免选举的日期。2013年7月18日，丹佛地区法院法官罗伯特·海耶特（Robert Hyatt）在初步裁决中认定，即使摩斯和吉隆在法院对其进程提出质疑，罢免选举也必须进行。希肯盧珀于是将罢免选举的日期定在9月10日。

## 选举

### 竞选
选举日期定在9月10日后，枪击管控辩论双方的全国性团体开始较劲。美国全国步枪协会和繁荣美国支持持枪权，美国反对非法枪支市长协会和纽约市长迈克尔·布隆伯格则站在赞成管控枪支的一边。莫斯开始挨家挨户上门努力争取选民支持。竞选双方都指控对方抹黑自己。摩斯的支持者对一则指控他道德行为失范的广告感到不安，指出在这些指控上摩斯都已经自证清白。吉隆的支持者被指称将问题歪曲成女性权利和堕胎上的选择。
财政捐款也同时跟进。布隆伯格捐出35万美元来支持摩斯和吉隆。加利福尼亚州亿万富翁艾利·布罗德也捐出了25万美元支持两位参议员。民主党立法竞选委员会拿出了25万美元反对罢免。美国全国步枪协会则花费了超过10.8万美元支持罢免选举。摩根和吉隆一方共计花费了约300万美元反对罢免，而罢免的支持者只用掉了约50万美元。

### 替补人选
罢免进程早期，乔治·里维拉（George Rivera）宣布参选竞争吉隆的参议员席位。里维拉是共和党人，他原计划在2014年参加选举和吉隆争夺参议员席位，但在罢免进程中，他表示自己有意接替后者。里维拉需要获得1000个签名支持才能获得候选人资格，他于7月26日收集到了约1500个签名支持。民主党人索尼娅·格雷特·温（Sonia Negrete Winn）也有意争夺吉隆的议席，但未能获得足够多的签名支持。而在摩斯的选区里，州参议员小威廉·B·“伯尼”·赫尔平宣布自己有意取代摩根担任州参议院议长，他也获得了足够多的签名支持而成为候选人。

### 法律争议
2013年8月7日，美国自由意志党发起诉状，声称因州法律和州宪法间存在冲突，他们无法让自己党派的候选人加入选举。州法律中规定候选人有10天时间收集支持自己成为候选人的签名，而州宪法中的相关规定则是15天。8月12日，科罗拉多地区法院法官罗伯特·麦加希（Robert McGahey）在裁决中支持了州宪法的规定，自由意志党候选人可以到8月26日再提交他们的申请，科罗拉多州最高法院拒绝受理上诉。这一裁决也意味着选举官员无法通过邮件来进行选举，选民必须亲自前来投票。而摩斯则表示不能通过邮件投票“对大家都不利”。
2013年8月27日，州长希肯盧珀请求科罗拉多州最高法院澄清，选民是否必须要先对罢免投票后才能对替补人选投票。与此同时，自由党人简·布鲁克斯递交了成为候选人的呈请书，竞争摩斯的职位，而民主党人理查德·安格朗德（Richard Anglund）也宣布自己要竞选吉隆的职位。8月28日，州最高法院裁决两位参议员只有在多数票要求下才能被罢免，选民是否先对罢免投票与其之后对替补人选投票没有关系。州务卿盖斯勒宣布布鲁克斯没有收集到足够的签名来成为候选人，所以只有共和党人赫尔平参加竞选。

### 结果
是否罢免安吉拉·吉隆：
| 立场 | 票数  | 百分比 |
| ---- | ----- | ------ |
| 支持 | 19451 | 55.85% |
| 反对 | 15376 | 44.15% |

是否罢免约翰·摩斯：
| 立场 | 票数 | 百分比 |
| ---- | ---- | ------ |
| 支持 | 9131 | 50.89% |
| 反对 | 8812 | 49.11% |

9月10日晚上，摩斯承认竞选失败，最终的投票结果是9094票要求罢免摩斯，8751票反对，两者差距约为2%。原本进行的初步民调显示吉隆不会被罢免，但实际上她还是被选民们以19355票支持，15201票反对的投票结果被赶下台，双方差距约为12%。由于吉隆所在的选区中民主党人占47%，共和党只占23%，这个结果很让人意外，新闻记者报道称吉隆被这个结果惊呆了。其它一些来源则声称吉隆仍然目空一切。吉隆还曾声称，这次罢免是因为许多选民无法前来投票，而《丹佛邮报》上有关不存在什么选民无法投票的说法纯粹是在胡说八道。吉隆指出：“我们只有不到两个星期的时间，但还是不知道规矩是怎么样的。”她指的是投票方式从邮件改为亲自投票。
随着摩斯和吉隆被罢免，赫尔平与里维拉分别当选州参议员取代了两人的席位。

## 意义
这是自1912年有关罢免选举的规定通过以来，该州首次有州议员被罢免。

### 反响
吉隆和民主党全国委员会主席黛比·沃瑟曼·舒尔茨声称，吉隆被罢免是因为她的许多支持者无法前来投票。《丹佛邮报》发表社论称该报虽然反对罢免，但很明显前来投票的人中反对吉隆的比支持她的要多，其中明显不存在什么选民无法投票的情况。沃瑟曼·舒尔茨还表示，美国全国步枪协会和科赫兄弟所砸下的大笔金钱让民主党根本无法赢得这场选举，然而摩斯和吉隆所在选区中民主党选民的数量都要远超过对手党派数倍。科罗拉多州的最高级别民选官员盖斯勒则指出，前来投票的选民越多，民主党的表现就会越糟。
一般来说偏向保守的媒体指出，两人被罢免的原因比金钱和枪支管制都要单纯得多。福斯新聞頻道和国家评论在线都称这是由于两位参议员忽视公众要求而引发的基层反抗。《华尔街日报》把这次罢免视为美国全国步枪协会的一次重大胜利，也是布隆伯格市长一次“惨痛的失败”。
路透社称，这一失败表明，控制科罗拉多州政府的民主党已经做得太过份了，这不仅表现在枪击管控上，还包括其它方面，例如没有考虑同性收养的宗教豁免，以及同日选民登记等。

## 再次试图罢免伊维·胡达克
2013年10月4日，科罗拉多州务卿斯科特·盖斯勒批准了罢免州参议员伊维·胡达克的第二次呈请，罢免的支持者有60天时间收集至少18300个签名来在该州第19参议员选区强制举行罢免选举，这一选区包括阿瓦達和威斯敏斯特。